# Hydrogonium
Hydrogonium là một chi rêu trong họ Pottiaceae.